# 怀特海问题
怀特海问题，是群论的一个重要问题，由美国数学家约翰·怀特海在1950年代提出。
给定环{\displaystyle \Lambda }上的模{\displaystyle A,B,R}，投射模{\displaystyle P}以及正合列{\displaystyle R\rightarrow P\twoheadrightarrow A}其中第一个箭头由单同态{\displaystyle \mu }实现，记
{\displaystyle \mathrm {EXT} _{\Lambda }(A,B)=\mathrm {Hom(R,B)} /\mathrm {Im} (\mu ^{*})}，
这里{\displaystyle \mu ^{*}}是由{\displaystyle \mu }自然导出的从{\displaystyle \mathrm {Hom} (P,B)}到{\displaystyle \mathrm {Hom} (R,B)}的同态。如果{\displaystyle \Lambda }是整数环{\displaystyle \mathbb {Z} }，则我们省去下标。注意任何一个阿贝尔群都可以看成一个整数模。
可以证明一个模{\displaystyle A}是投射模当且仅当对于所有的模{\displaystyle B,\mathrm {EXT} _{\Lambda }(A,B)=0}
每一个自由模都是投射模。同调代数中一个经典定理说如果{\displaystyle \Lambda }是主理想整环，那么每一{\displaystyle \Lambda }自由模的子模也是自由的。特别地，整数环{\displaystyle \mathbb {Z} }上的所有自由模的子模都是自由的。因为每一个投射模都是自由模的子模，所以{\displaystyle \mathbb {Z} }上的投射模和自由模是一致的。
怀特海问题是同调代数中一个基本问题，其表述如下：
给定阿贝尔群A，{\displaystyle \mathrm {EXT} (A,\mathbb {Z} )=0}当且仅当A是自由的。
因此怀特海问题可以看作{\displaystyle \mathbb {Z} }上自由模的一个判别法则。
在ZFC下可以证明如果A是可数的阿贝尔群，那么怀特海问题是正确的. Shelah于1974年证明了如果{\displaystyle V=L}（即可构成公理成立），那么对每一个基数为{\displaystyle \aleph _{1}}的阿贝尔群，怀特海问题是对的。同时，如果马丁公理成立并且连续统假设不成立，那么存在一个基数为{\displaystyle \aleph _{1}}的阿贝尔群使得怀特海问题是错的。最终地，Shelah于1975年证明了如果{\displaystyle V=L}，那么怀特海问题对于所有阿贝尔群成立。